# Schlagerfestival (Hasselt)
Het Schlagerfestival is een jaarlijks terugkerend Belgisch muziekfestival in de Trixxo Arena in Hasselt. Er treden vooral Nederlandstalige schlagerzangers op. Het festival werd in 2006 voor het eerst georganiseerd en vindt traditioneel eind maart en/of begin april plaats.
In 2021 vond ook de eerste zomereditie van Het Schlagerfestival plaats in de Proximus Pop-Up Arena te Middelkerke.

## Optredens

### 2006
- Willy Sommers
- Vader Abraham
- Patrick & Carina
- Jannes
- Jimmy Frey
- Eddy Wally
- Dennie Christian
- Koos Alberts
- Nicole & Hugo
- Laura Lynn

### 2007
- Luc Steeno
- Paul Severs
- Christoff
- Mieke
- Jo Vally
- Laura Lynn
- Freddy Breck
- Benny Neyman
- Sergio
- Bart Kaëll
- Dennie Christian

### 2008
- Eddy Wally
- Garry Hagger
- Johnny White
- Jo Vally
- Corry Konings
- De Romeo's
- Christoff
- Bart Van den Bossche
- John Terra
- Laura Lynn
- Frans Bauer

### 2009
- Laura Lynn
- Willy Sommers
- Christoff
- Luc Steeno
- Yves Segers
- Erik & Sanne
- De Romeo's
- Lindsay
- Jan Keizer
- Will Tura

### 2010
- Christoff
- Lindsay
- Dennie Christian
- Mieke
- Koos Alberts
- Paul Severs
- De Romeo's
- Willy Sommers
- Eddy Wally
- Laura Lynn
- Yves Segers
- The Sunsets
- Sergio
- Vader Abraham

### 2011
- Danny Fabry
- Luc Steeno
- Sam Gooris
- Christoff
- De Romeo's
- Eddy Wally
- Jan Smit
- Laura Lynn
- Lindsay
- The Sunsets
- Joe Hardy
- Willeke Alberti

### 2012
- Christoff
- Frans Bauer
- Jo Vally
- Willy Sommers
- Dana Winner
- Samantha
- Bart Kaëll
- Get Ready!
- Sam Gooris
- Roxeanne & André Hazes jr.
- Jacky Lafon
- De Romeo's
- Frans Duijts

### 2013
- Gérard Lenorman
- Lee Towers
- Yves Segers
- De Romeo's
- Christoff
- Laura Lynn
- The Sunsets
- Luc Steeno
- Salim Seghers
- André Hazes jr.
- Paul Severs
- Lindsay
- Lisa del Bo

### 2014
- Christoff
- Dennie Christian
- Willy Sommers
- Nicole & Hugo
- De Romeo's
- Bart Kaëll
- Lindsay
- Peter Koelewijn
- K3
- Elke Taelman

### 2015
- Tom Waes
- Laura Lynn
- The Lynn Sisters
- Matthias Lens
- De Romeo's
- Sam Gooris
- Yves Segers
- Willy Sommers
- Luc Steeno
- Sandra Kim
- Christoff
- Gene Thomas
- Dj Bjorn Verhoeven

### 2016
- Rob de Nijs
- Belle Perez
- Lissa Lewis
- De Romeo's
- Bart Kaëll
- Lindsay
- Roxeanne & André Hazes jr.
- Laura Lynn
- Christoff
- Jan Smit
- Kürt Rogiers als presentator

### 2017
- De Romeo's
- Yves Segers
- Jo Vally
- Sasha & Davy
- Laura Lynn
- Johan Verminnen
- Lindsay
- Willy Sommers
- Wendy Van Wanten
- Udo
- The Lynn Sisters
- Swoop